# Nicola Philipp Grosman
Nicola Philipp Grosman (* 15. November 1817 in Köln; † 11. September 1897 ebenda  oder Schöneberg) war ein deutscher Jurist und Reichstagsabgeordneter.
Grosman besuchte das Gymnasium in Köln und die Universitäten Bonn und Heidelberg. 1842 ging er in den Justizdienst beim Landgericht Köln und wurde dort als Assessor und Justizrat. Bis 1871 war Mitglied der stadtkölnischen Armenverwaltung und des Verwaltungsrats des Vereins zur Beförderung des Taubstummen-Unterrichts.
Von 1871 bis 1877 war er Mitglied des Deutschen Reichstags für das Zentrum für den Wahlkreis Regierungsbezirk Köln 1 (Köln-Stadt). Sein Bruder Friedrich Wilhelm Grosman war 1871 bis 1877 Reichstagsabgeordneter für den Wahlkreis Köln 2 (Köln-Land).